# Nuoto ai Giochi della XXXI Olimpiade - 10 km femminili
La maratona dei 10 km femminili dei Giochi della XXXI Olimpiade si è svolta il 15 agosto 2016, nella zona prossima al Forte di Copacabana.

## Risultati
| Pos.    | Atleta                              | Nazionalità   | Tempo     | Distacco |
| ------- | ----------------------------------- | ------------- | --------- | -------- |
| Oro     | Sharon van Rouwendaal               | Paesi Bassi   | 1h56'32"1 | -        |
| Argento | Rachele Bruni                       | Italia        | 1h56'49"5 | +0'17"4  |
| Bronzo  | Poliana Okimoto                     | Brasile       | 1h56'51"4 | +0'19"3  |
| 4       | Xin Xin                             | Cina          | 1h57'14"4 | +0'42"3  |
| 5       | Haley Anderson                      | Stati Uniti   | 1h57'20"2 | +0'48"1  |
| 6       | Isabelle Härle                      | Germania      | 1h57'22"1 | +0'50"0  |
| 7       | Keri-Anne Payne                     | Gran Bretagna | 1h57'23"9 | +0'51"8  |
| 8       | Anastasiia Krapivina                | Russia        | 1h57'25"9 | +0'53"8  |
| 9       | Samantha Arévalo                    | Ecuador       | 1h57'27"2 | +0'55"1  |
| 10      | Ana Marcela Cunha                   | Brasile       | 1h57'29"0 | +0'56"9  |
| 11      | Kalliopi Araouzou                   | Grecia        | 1h57'31"6 | +0'59"5  |
| 12      | Yumi Kida                           | Giappone      | 1h57'35"2 | +1'03"1  |
| 13      | Éva Risztov                         | Ungheria      | 1h57'42"8 | +1'10"7  |
| 14      | Anna Olasz                          | Ungheria      | 1h57'45"5 | +1'13"4  |
| 15      | Chelsea Lea Gubecka                 | Australia     | 1h58'12"7 | +1'40"6  |
| 16      | Spela Perse                         | Slovenia      | 1h58'59"6 | +2'27"5  |
| 17      | Erika Villaécija                    | Spagna        | 1h59'04"8 | +2'32"7  |
| 18      | Michelle Weber                      | Sudafrica     | 1h59'05"0 | +2'32"9  |
| 19      | Jana Pechanova                      | Rep. Ceca     | 1h59'07"7 | +2'35"6  |
| 20      | Paola Perez                         | Venezuela     | 1h59'07"7 | +2'35"6  |
| 21      | Heidi Gan                           | Malaysia      | 1h59'07"9 | +2'35"8  |
| 22      | Joanna Zachoszcz                    | Polonia       | 1h59'20"4 | +2'48"3  |
| 23      | Stephanie Horner                    | Canada        | 1h59'22"1 | +2'50"0  |
| 24      | Vania Neves                         | Portogallo    | 2h01'39"3 | +5'07"2  |
| 25      | Reem Mohamed Hussein Elsayed Kassem | Egitto        | 2h05'19"1 | +8'47"0  |
| -       | Aurélie Muller                      | Francia       | -         | DSQ      |